# Henrik IV (pjäs av Pirandello)
Henrik IV (italienska: Enrico IV) är en pjäs från 1921 av den italienske författaren Luigi Pirandello. Den handlar om en skådespelare som tror att han är den tysk-romerske kejsaren Henrik IV efter att ha fallit av en häst medan han spelade kejsaren.
Pjäsen gavs ut på svenska 1925 i översättning av Rudolf Wendbladh och 1968 av Karin de Laval. Den finns bearbetad som film från 1943 i regi av Giorgio Pàstina och 1984 i regi av Marco Bellocchio.